# Antonio Solari
Antonio Solari (ur. 1700 w Campione, zm. 17 sierpnia 1763) – architekt polski pochodzenia włoskiego, tworzący w stylu późnego baroku, architekt królewski. 

## Życiorys
Był synem pracującego w Polsce Rocha Solariego. Od 1726 roku na stałe mieszkał w Polsce.
W latach 1740–1746 jako nadworny architekt Augusta III Sasa wykonał następujące zlecenia:
- kierownik budowy przy wznoszeniu fasady Zamku Królewskiego w Warszawie od strony Wisły wg projektu Carla Friedricha Pöppelmanna[1].
- ukończenie budowy kościoła Paulinów na Skałce w Krakowie (1740–1743).

### Inne projekty
- klasztor ss. Sakramentek w Warszawie przy rynku Nowego Miasta (1728 wspólnie z J. Fontaną)
- kolegium Pijarów w Radomiu
- kościół św. Stanisława w Siedlcach
- kościół Jana Bożego w Warszawie wraz z klasztorem bonifratrów i szpitalem, po 1726 roku, ul. Bonifraterska 12
- kościół i klasztor reformatów w Siennicy
- kolegiata Przemienienia Pańskiego w Łukowie
- rozbudowa kościoła franciszkanów w Warce

## Galeria

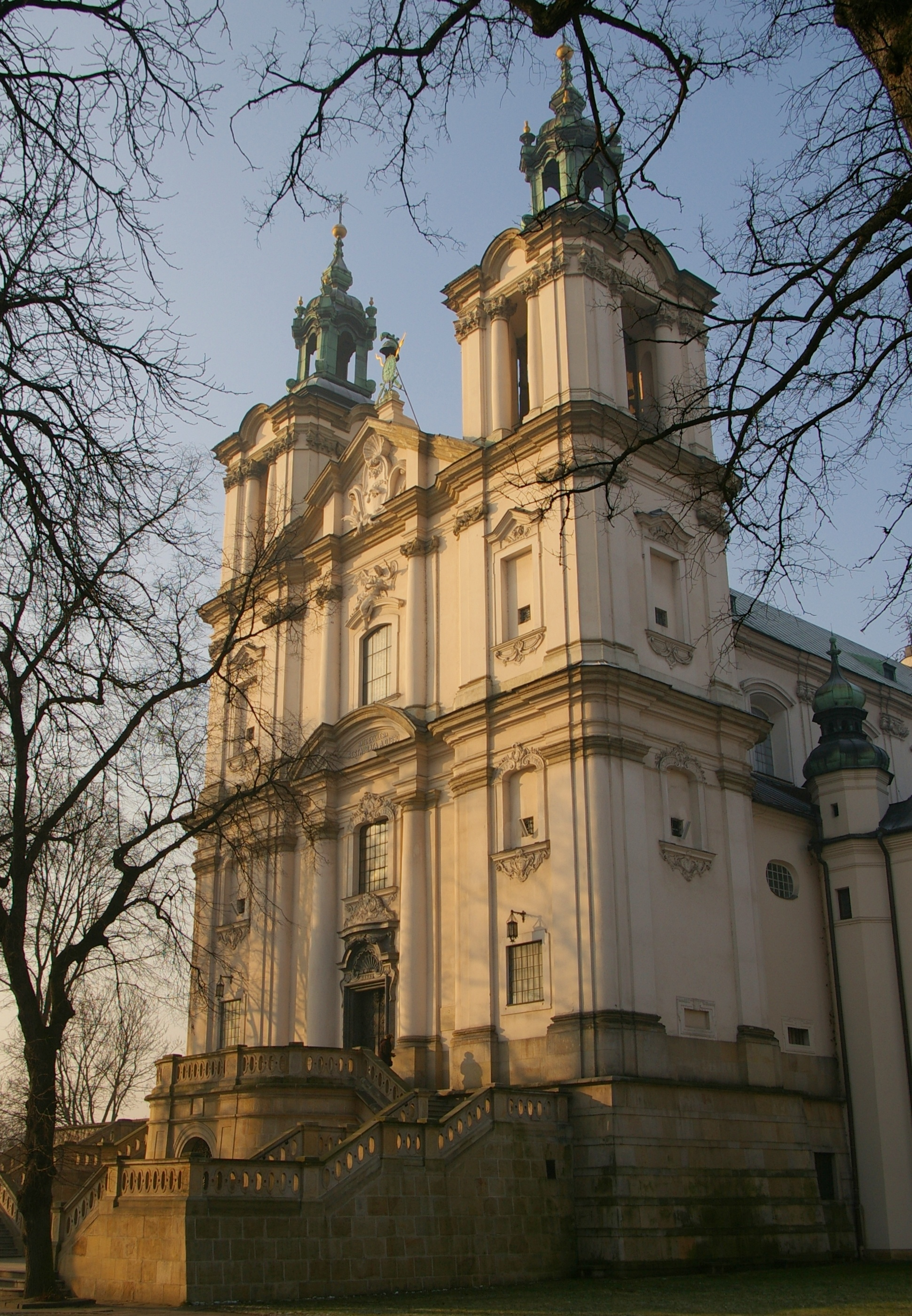
Kościół na Skałce w Krakowie
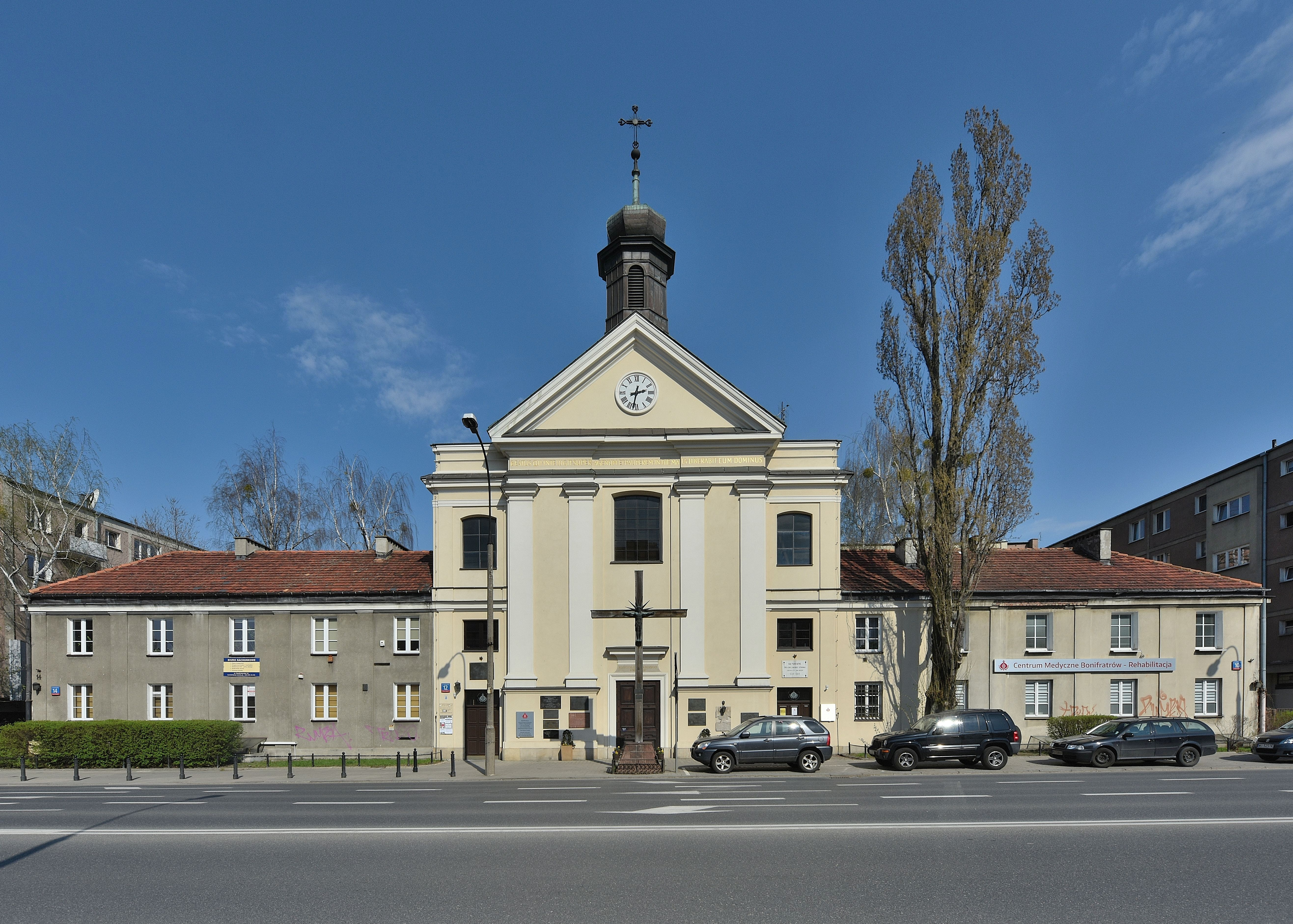
Kościół Św. Jana Bożego w Warszawie
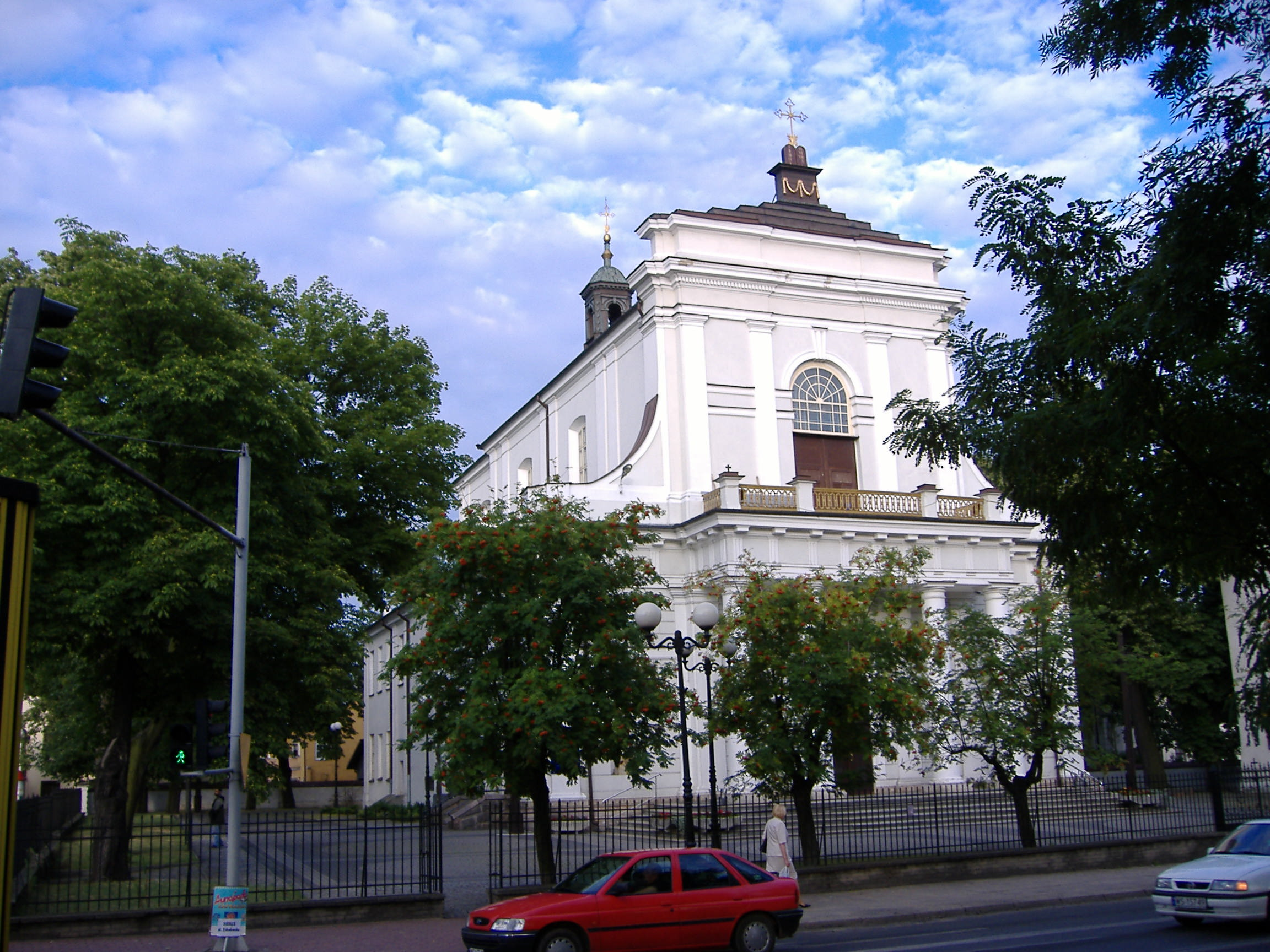
Kościół w Siedlcach
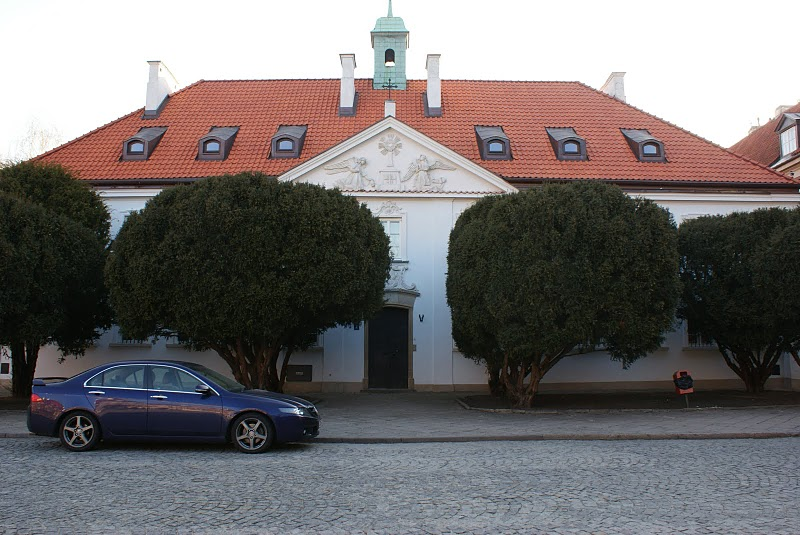
Klasztor Sakramentek w Warszawie
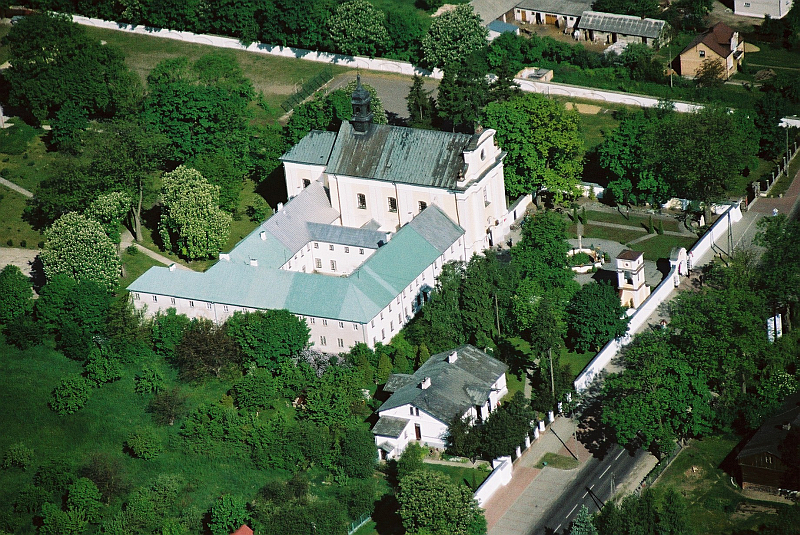
Kościół i klasztor w Siennicy
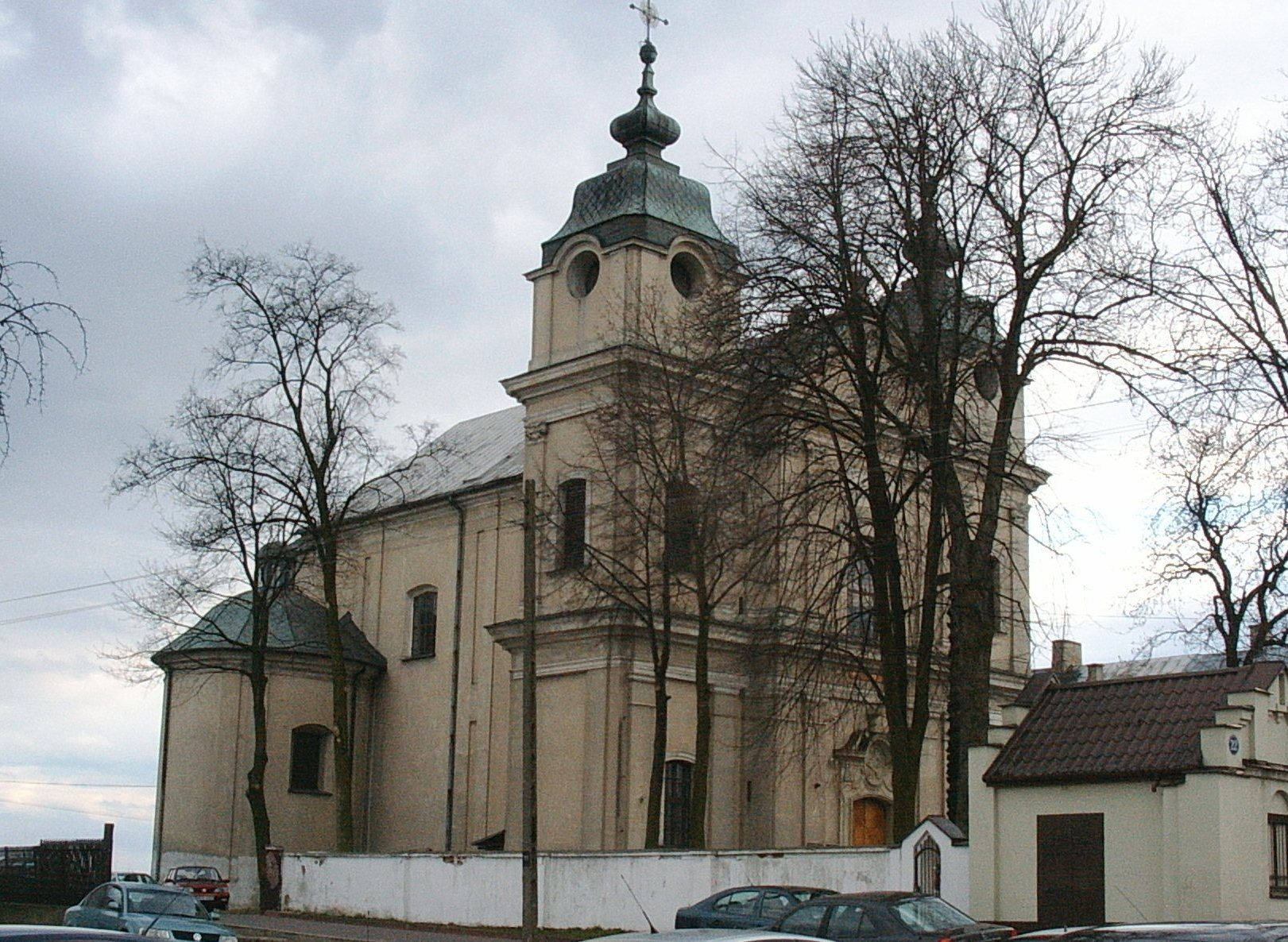
Kościół Franciszkanów w Warce
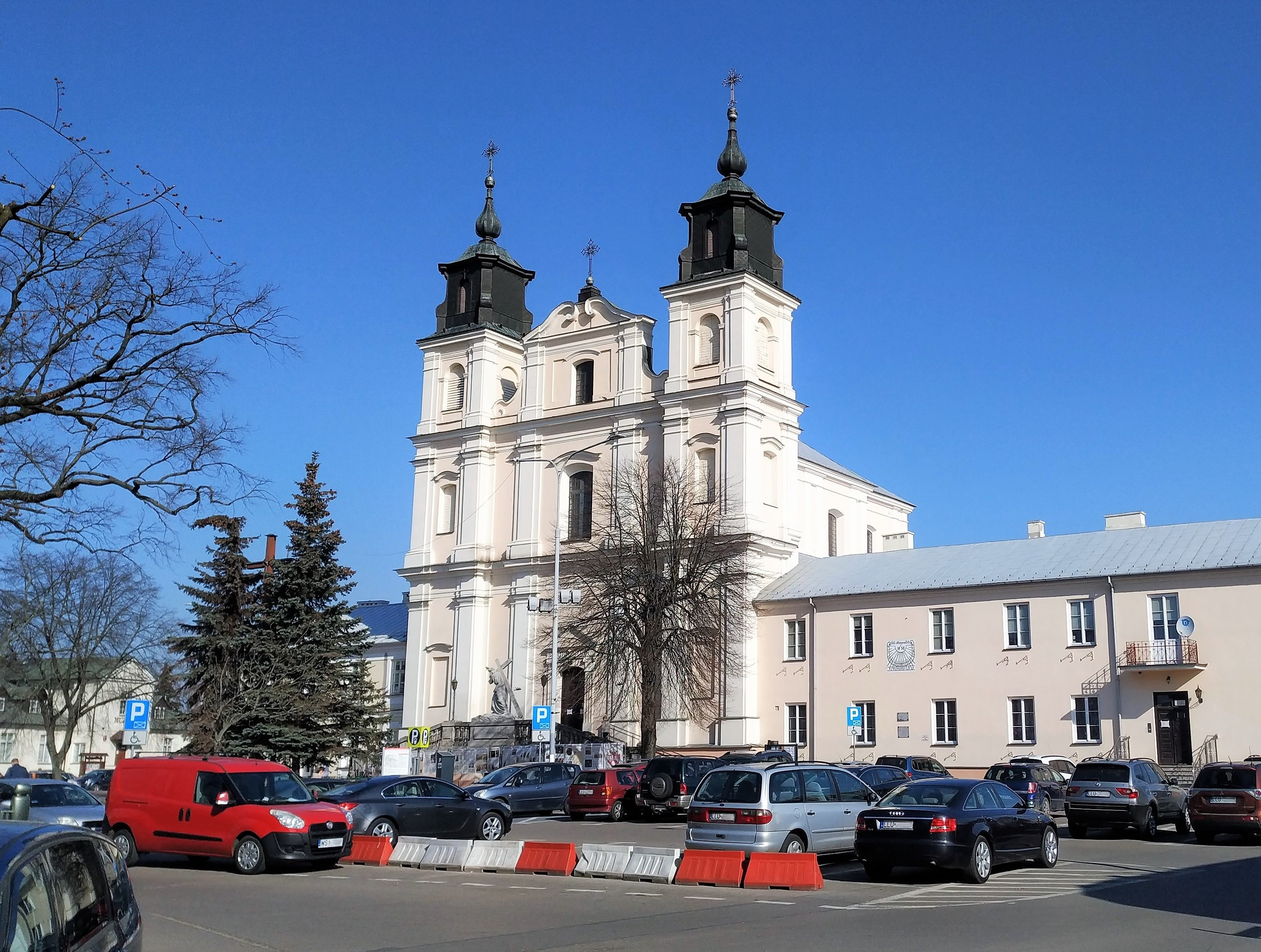
Kolegiata Przemienienia Pańskiego w Łukowie